# Putuo

District Putuo

Putuo is een district in het centrum van Shanghai, in het westen van Puxi. Het district heeft een oppervlakte van 54,83 km² en telde in 2003 845.339 inwoners.